# Mangueira (Recife)
Mangueira é um bairro do Recife. Compõe a quinta Região Político-administrativa da cidade.
É reduto das escolas de samba Unidos da Mangueira, e Queridos da Mangueira.

## Demografia
Área: 31 ha
População: 8480 habitantes
Domicílios: 22582